# 公共体
公共体（こうきょうたい）とは、ラテン語の「res publica」の日本語訳である。対応するドイツ語は「Gemeinwesen」である。似た語に「国家」がある。しかし、「国家」という語は、マキャベリ的な権力機構のイメージや、国家と社会の分離のイメージが付着しているため、ギリシャ・ローマ以来の伝統である国家観にもとづいて政治共同体を呼ぶ場合に不便である。このため、「公共体」という語が用いられる。